# 正法寺 (京都府和束町)
正法寺（しょうほうじ）は、京都府相楽郡和束町にある臨済宗永源寺派の寺。

## 歴史
- 天平16年（744年）安積親王（聖武天皇の皇子）の菩提を弔うため、僧・行基により創建されたと伝える。
- 当初は幡寺または仏法寺と称されてうしろ山の仏法寺山にあった。[1]
- 元弘・建武年間（1331年 - 1338年）の頃、武将の陣所にあてられ荒廃した。
- 佛光寺城主の田村貞清[2]の祖父・宗意が無量寿仏(阿弥陀如来)を求めて、貞清の父・了徹が寺を創建。その後、貞清が禅刹（禅寺）とするために永源寺第八十一世の如雪文厳を迎え中興の祖となる。
- 正保年間（1644年 - 1648年）に後水尾天皇・東福門院の外護を得た如雪文巌が現在地に再興、明暦2年（1656年）に正法寺と改称。
- 1998年（平成10年）、初めての参道や境内のライトアップが行われる（夕方から夜10時まで）[3]
- 2009年、台風18号の影響で寺院内のヒノキなど20本ほどが倒れる被害が発生。[4]

## 文化財

### 京都府指定文化財
- 有形文化財
  - 正法寺 2棟（建造物） - 内訳は次の通り。2017年（平成29年）3月17日指定[5]。
    - 仏殿(江戸時代 明暦3年(1657) 1棟 桁行三間、梁行三間、一重、入母屋造、背面突出部付属、鉄板葺）[6]
    - 表門(江戸時代 17世紀後半 1棟 四脚門、切妻造、桟瓦葺)）[6]

### その他
- 阿弥陀如来坐像(江戸時代 本尊)[7]
- 聖観音像(江戸時代 木造　東福門院（後水尾天皇の后）の念持仏と伝えられる。）[7]
- 絹本著色十八羅漢像(明時代 蒋子成筆 四幅 寛文十年（1670)に寄進)　[8]
- 蘭亭記(支那刻石慴)
- 蓮社図(虜山十八賢・文微明写)
- 半身達磨画像(筆者不明)
- 正法開山如雪文厳公塔路(江戸時代 黄檗高泉筆 巻子装 一巻) [9]
- 南都東大寺大仏殿再修(開光明香語行列の序)
- 観音画像(西園寺実晴郷筆)
- 絹本著色釈迦如来像(江戸時代 性融筆・黄檗隠元賛  一幅) [10]
- 出山釈迦画像(仏頂国師自画賛)
- 渡唐天神画像(雪舟筆)
- 難波慮杖(後水尾天皇御所持(烏丸光広郷拝領)、烏丸資慶筆)
- 金銅製麒麟香爐(開山所持品)
- 仏舎利塔(後水尾天皇・東福門院御寄進)
- 隠元隆琦墨蹟 如雪禪人宛乙未仲夏日(江戸時代 隠元筆 巻子装 一巻 隠元隆琦から如雪文厳宛の法語)  [11]
- 隠元隆琦墨蹟 挽如雪偈辛亥猛夏(江戸時代 隠元筆 巻子装 一巻 如雪文厳の示寂（＝高僧が死ぬこと）時に隠元隆琦が書いた挽詩）

死者を悼む詩))  
- 木庵性瑫墨蹟　輓如雪偈辛亥猛夏(江戸時代 黄檗木庵筆 掛幅装 一巻  如雪文厳の示寂時に木庵が書いた挽詩)  [13]

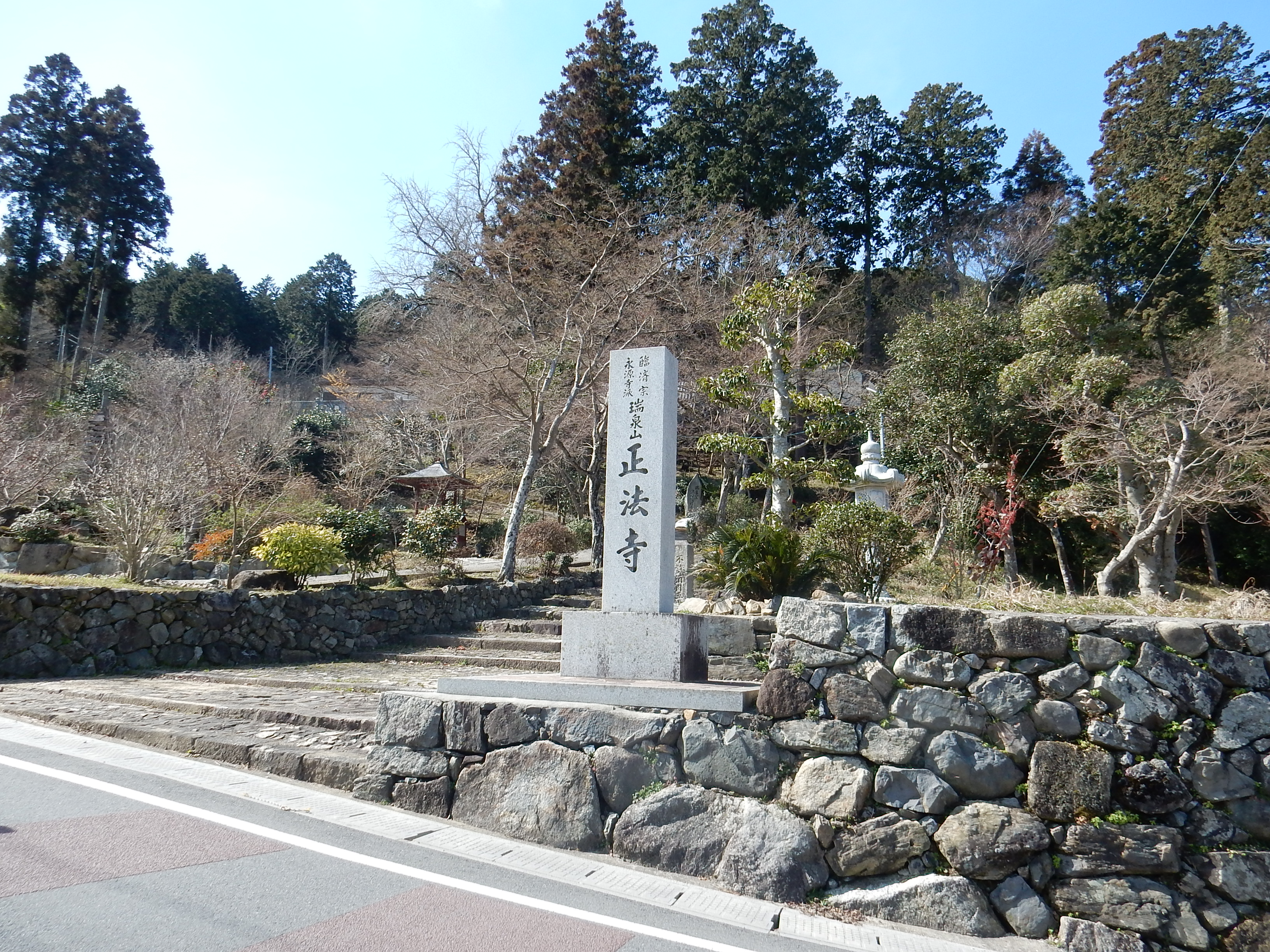
石柱
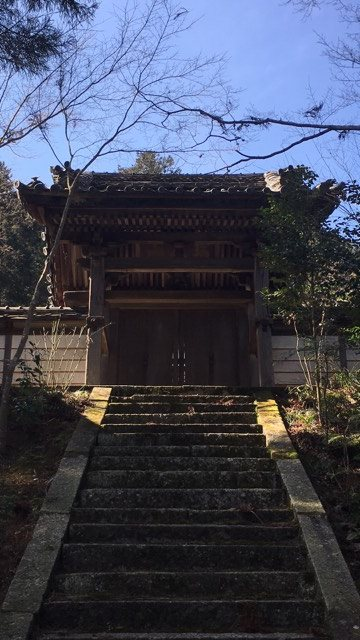
表門(正面)
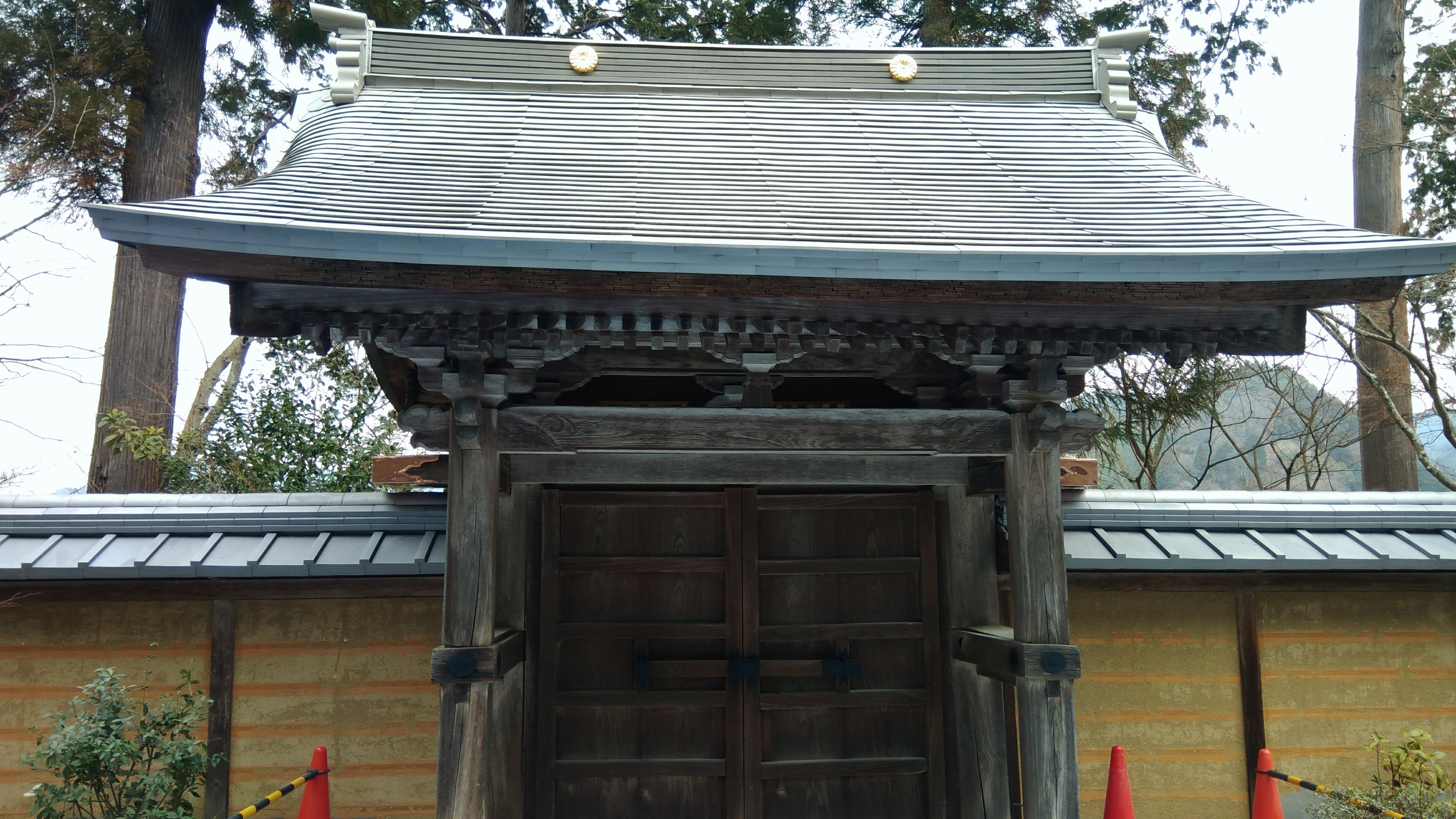
表門（裏側）
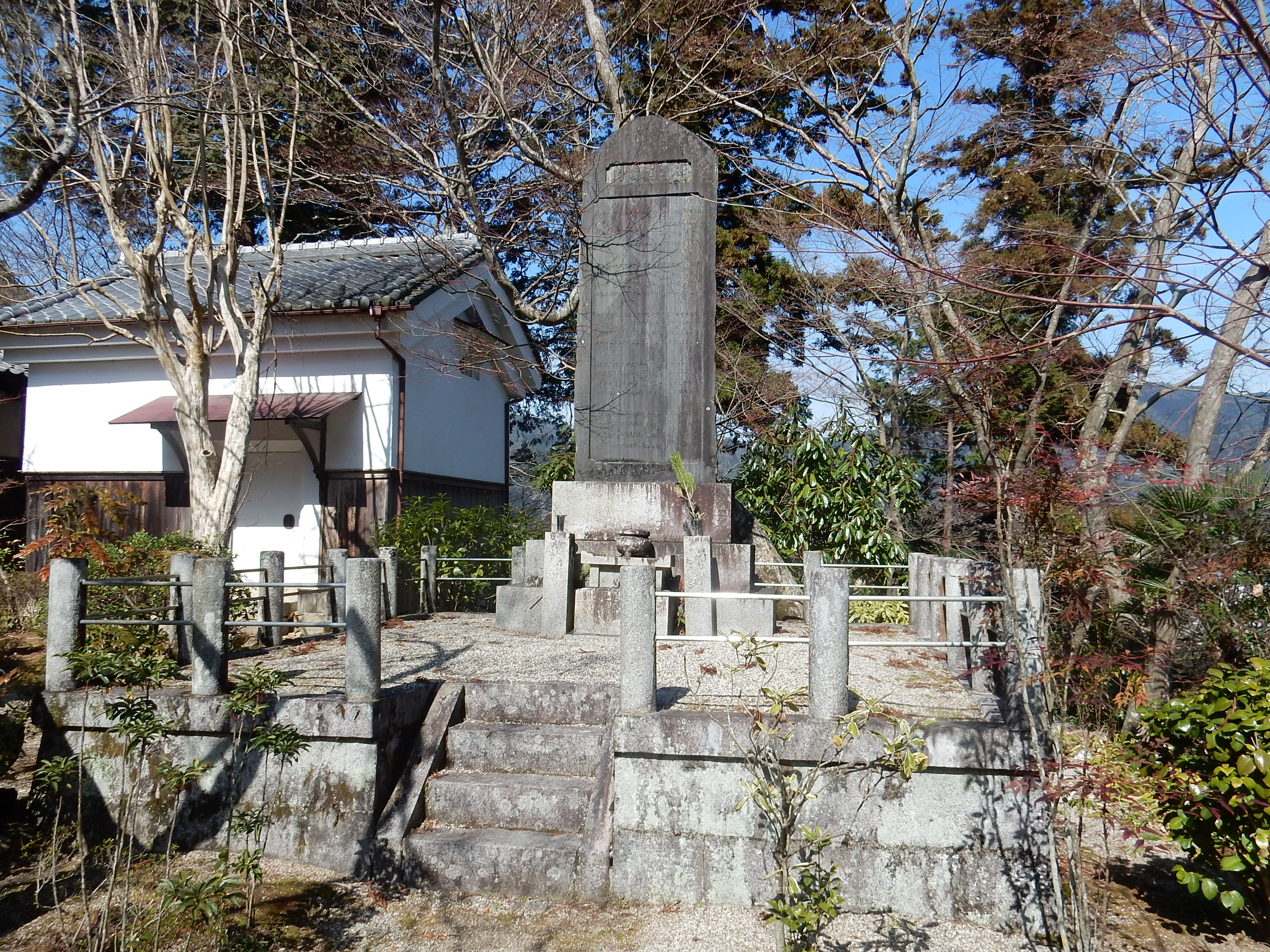
殉国英霊碑
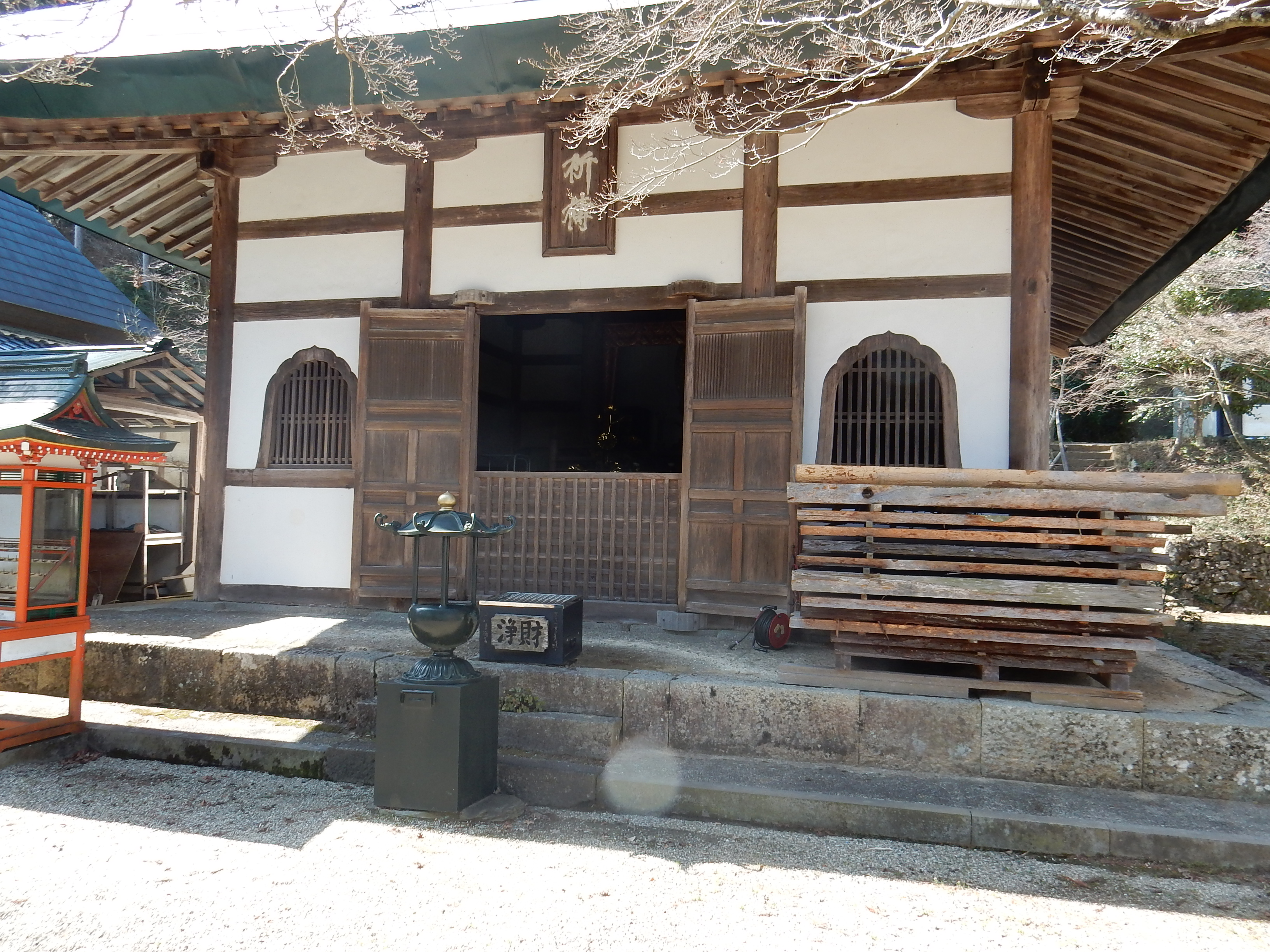
仏殿

## 所在地
- 京都府相楽郡和束町大字南小字下河原71
- JR西日本加茂駅から奈良交通路線バス・和束山の家下車徒歩10分

## 周辺
- 和束茶カフェ
- 京都和束荘